# I'll Be Home for Christmas (1998)
I'll Be Home for Christmas is een Amerikaanse film uit 1998 van Arlene Sanford.

## Verhaal
Een student wordt geconfronteerd met een onmogelijke reis als hij gestrand is in de woestijn, duizenden kilometers van huis, zonder geld en nog maar een paar dagen tot aan kerst.

## Rolverdeling
| Acteur                 | Personage         |
| ---------------------- | ----------------- |
| Jonathan Taylor Thomas | Jake              |
| Jessica Biel           | Allie             |
| Adam LaVorgna          | Eddie             |
| Gary Cole              | Jakes vader       |
| Eve Gordon             | Carolyn           |
| Lauren Maltby          | Tracey            |
| Andrew Lauer           | Nolan             |
| Sean O'Bryan           | Max               |
| Lesley Boone           | Marjorie          |
| Amzie Strickland       | Tom Tom Girl Mary |